# Carl Richard Löfvander
Carl Richard Löfvander, född 6 september 1879 i Adolf Fredriks församling, Stockholm, död 10 september 1933 i Enskede församling, Stockholm, var en svensk orgelbyggare i Stockholm.

## Biografi
Löfvander  var son till orgelbyggeri arbetaren Johannes Löfvander och Maria Sofia Ek. Han flyttades 1917 till Sundbybergs köping. Löfvander avled 10 september 1933 i Enskede.

### Familj
Löfvander gifte sig 25 juli 1908 i Katarina församling, Stockholm med Evelina Emilia Josefina Smedberg (1881–1971). De skilde sig 18 oktober 1917.
Löfvander gifte sig andra gången 25 november 1917 i Närtuna med Hilma Amanda Berg (1896–1975). De fick tillsammans barnen Arne (född 1920) och Bo (född 1921).

## Lista över orglar
| År   | Ursprunglig kyrka | Stift     | Bild | Manualer | Pedal        | Stämmor | Bevarad orgel/fasad | Övrigt |
| ---- | ----------------- | --------- | ---- | -------- | ------------ | ------- | ------------------- | --- |
| 1912 | Lidingö kyrka     | Stockholm |      | 2        |              | 12      | Nej/Nej             | En ny orgel byggdes 1941 av Åkerman & Lund, Sundbybergs stad. |
| 1915 | Vedevågs kyrka    | Västerås  |      | 1        | Självständig | 7       | Ja (delvis)/Ja      | Orgeln är elektropneumatisk. 1952 utökades och omdisponerades orgeln av A Magnussons Orgelbyggeri AB, Göteborg. De utökades med en andra manual med 5 stämmor och två stämmor i första manualen omdisponerades. |

### Ombyggnationer och reparationer
| År   | Ursprunglig kyrka | Stift     | Bild | Manualer | Pedal        | Stämmor | Bevarad orgel/fasad | Övrigt |
| ---- | ----------------- | --------- | ---- | -------- | ------------ | ------- | ------------------- | --- |
| 1912 | Vassunda kyrka    | Uppsala   |      | 2        |              |         | Nej/Ja              | Löfvander tillbyggde orgeln 1912 med en 3-stämmig andra manual. Orgeln var byggd 1851 av Per Hedström, Lagga. 1965 renoverades och tillbyggdes orgeln av Åkerman & Lunds Nya Orgelfabriks AB, Knivsta. Då togs den andra manualen bort från 1912 och pedalen tillbyggdes. |
| 1926 | Valö kyrka        | Uppsala   |      |          |              |         |                     | Löfvander omdisponerade orgeln 1926. Orgeln var byggd 1831 av Gustaf Andersson, Stockholm. Den har även omdisponerats 1869 av Daniel Wallenström, Uppsala och 1957 av Frede Aagaard, Lyrestad. År 1971 restaurerades orgeln av Bröderna Moberg, Sandviken. |
| 1928 | Indals kyrka      | Härnösand |      | 2        | Självständig |         | Nej/Ja              | Löfvander utökades 1928 orgeln med 3 stämmor. Orgeln var byggd 1861–1863 av Johan Gustaf Ek, Torpshammar och hade 16 stämmor, två manualer och pedal. 1901 byggdes orgeln om av Christian Schuster, Östersund. 1938 ombyggdes orgeln av Åkerman & Lunds Nya Orgelfabriks AB, Sundbybergs stad och hade efter ombyggnationen 19 stämmor, två manualer och pedal.                                                                                                |
| 1928 | Färentuna kyrka   | Stockholm |      |          |              | 9       | Nej/Ja              | 1928 byggdes en orgel om av Löfvander. Den hade efter ombyggnationen 9 stämmor. Orgeln var byggd 1856 av Carl Gustaf Cederlund, Stockholm och hade 9 stämmor. En ny orgel byggdes 1965 av Grönlunds Orgelbyggeri AB, Gammelstad. |
| 1929 | Åkerby kyrka      | Uppsala   |      | 1        | Bihängd      | 6       | Ja/Ja               | Löfvander renoverades och omintonerade orgeln 1929. Orgeln var byggd omkring 1650 av Nils Bruse för Tierps kyrka. Den hade då 7 stämmor. 1745 flyttades orgeln till Åkerby kyrka av Carl Holm och Anders Holm, Uppsala. 1767 sattes en ny trumpetstämma in av Niclas Söderström och Matthias Swahlberg den yngre. 1886 byggdes orgeln om av Johan Edberg, Björklinge och då togs trumpetstämma från 1767 bort. 1979 renoverades orgeln av Nils-Olof Berg, Nye. |
| 1929 | Järlåsa kyrka     | Uppsala   |      | 1        | Bihängd      | 9       | Ja/Ja               | 1929 renoverad Löfvander orgeln. Orgeln var byggd 1754 av Jonas Gren och Petter Stråhle, Stockholm för Västerlövsta kyrka. 1855 byggdes orgeln om av Daniel Wallenström, Uppsala. Orgeln flyttades 1882 till Järlåsa kyrka. |
| 1929 | Ålands kyrka      | Uppsala   |      |          |              |         | Ja/Ja               | 1929 restaurerades orgeln av Löfvander. Orgeln var byggd 1853 av Johan Edberg, Knivsta. Orgeln sattes upp i kyrkan 1857. 1968 flyttades orgeln till ett museum i Knivsta. |